# ВК Софийски университет (София)
ВК Софийски университет (София) е волейболен клуб на Софийски университет "Св. Климент Охридски". Отборът е създаден през 2009 година. Той участва във Висшата лига, второто ниво на българската национална волейболна лига за мъже.